# Prestonia mollis
Prestonia mollis är en oleanderväxtart som beskrevs av Carl Sigismund Kunth. Prestonia mollis ingår i släktet Prestonia och familjen oleanderväxter. Inga underarter finns listade i Catalogue of Life.